# Khao Suan Kwang (huyện)
Khao Suan Kwang (tiếng Thái: เขาสวนกวาง) là một huyện (amphoe) của tỉnh Khon Kaen, đông bắc Thái Lan.

## Lịch sử
Tiểu huyện (king amphoe) Khao Suan Kwang được thành lập vào năm 1978 thông qua việc tách ra từ từ huyện Nam Phong. Đơn vị hành chính này đã được nâng cấp thành huyện vào ngày 16 tháng 3 năm 1985.

## Địa lý
Các huyện giáp ranh (từ phía nam theo chiều kim đồng hồ) Nam Phong và Ubolratana của tỉnh Khon Kaen, Non Sang của tỉnh Nongbua Lamphu, Nong Wua So, Nong Saeng và Non Sa-at của tỉnh Udon Thani.

## Hành chính
Huyện này được chia ra thành 5 phó huyện (tambon), các đơn vị này lại được chia thành 56 làng (muban). Khao Suan Kwang là một thị trấn (thesaban tambon) nằm trên một phần của tambon Khao Suan Kwang và Kham Muang. Có 5 Tổ chức hành chính tambon.
| STT. | Tên             | Tên Thái   | Số làng | Dân số |  |
| ---- | --------------- | ---------- | ------- | ------ |  |
| 1.   | Khao Suan Kwang | เขาสวนกวาง | 11      | 8.849  |  |
| 2.   | Dong Mueang Aem | ดงเมืองแอม  | 15      | 8.838  |  |
| 3.   | Na Ngio         | นางิ้ว       | 7       | 5.297  |  |
| 4.   | Non Sombun      | โนนสมบูรณ์   | 10      | 5.772  |  |
| 5.   | Kham Muang      | คำม่วง      | 13      | 8.413  |  |